# Organització Internacional per a l'Estudi de Plantes Suculentes
L'Organització Internacional per a l'Estudi de Plantes Suculentes, en anglès International Organization for Succulent Plant Study (IOS), es descriu com una "organització no governamental que promou l'estudi i la conservació de les plantes suculentes i similars, paramèdiques i fomentar la col·laboració entre els científics i curadors de col·leccions vives importants d'aquest tipus de plantes, professionals o aficionats." El 1984, es va decidir que la Secció de les cactàcies del IOS ha d'establir un grup de treball, que ara es diu Grups Sistemàtics Internacionals de les Cactaceae, en anglès International Cactaceae Systematics Group (ICSG), per produir classificacions de consens de cactus fins al nivell de gènere. El seu sistema s'ha utilitzat com la base de les classificacions posteriors.
El 1950 es realitzà el congrés fundacional, a Zúric, Suïssa, on entre els 23 membres fundadors hi havia el botànic català Joan Pañella i Bonastre. A Barcelona van tenir lloc el 6è (1961) i 14è (1976) congressos.